# Friedrich-Wilhelm-Platz (metropolitana di Berlino)
Friedrich-Wilhelm-Platz è una stazione della metropolitana di Berlino, sulla linea U9.

## Strutture e impianti
Il progetto architettonico della stazione fu elaborato da Rainer G. Rümmler con la collaborazione di Victor Seist, Gerhard Schneider e Alfred Kremser.

## Interscambi
- Fermata autobus